# يتيد
يتيد (بالعبرية: יָתֵד) هو موشب في جنوب إسرائيل يقع تحت إدارة مجلس إشكول الإقليمي. في 2019 بلغ عدد سكانها 508 نسمة.

## التاريخ
تأسس الموشب في 1982 على يد مستوطنين كانوا يعتزمون الاستقرار في سيناء.
عند إنشاء الموشب، كان هناك 96 قطعة أرض زراعية ، ولكن عملياً، لم تكن كلها مأهولة. في مارس 1999، صادقت لجنة التخطيط والبناء في المنطقة الجنوبية على وضع مخطط جديد للتجمع السكني في الموشب، بعد أن وافقت عليه أيضاً لجنة الحفاظ على الأراضي الزراعية والمناطق المفتوحة. كان الهدف من الخطة زيادة عدد السكان من خلال التوسع غير الزراعي، في إطار مشروع ابني بيتك، بواقع 110 قطعة أرض بمساحة أقصاها 600 متر مربع لكل قطعة، من خلال استغلال المساحات غير المزروعة في المنطقة الواقعة عند مدخل القرية. تمت الموافقة على التوسعة أخيرًا في مايو 2000.
في عام 2008، لم يكن هناك سوى 50 عائلة وأراضٍ خالية في الموشب، وبدأت عملية تسويق 24 قطعة أرض فضاء مقابل 30 ألف دولار.
معظم سكان الموشب يعملون في الزراعة المتقدمة في الدفيئات الزراعية، حيث يزرعون الخضار والزهور، بينما يعمل البقية والجزء الآخر في ريادة الأعمال الخاصة أو التجارية والتعليم.